# Пам'ятник Великій Жовтневій революції (Ростов-на-Дону)
Пам'ятник Великій Жовтневій революції (рос. Памятник Великой Октябрьской революции) — монумент, споруджений у центрі Ростова-на-Дону, в парку культури і відпочинку імені М. Горького, на честь Жовтневого перевороту і встановлення у місті радянської влади. Загальна висота пам'ятника 8 м, висота фігур – 3,5 м.

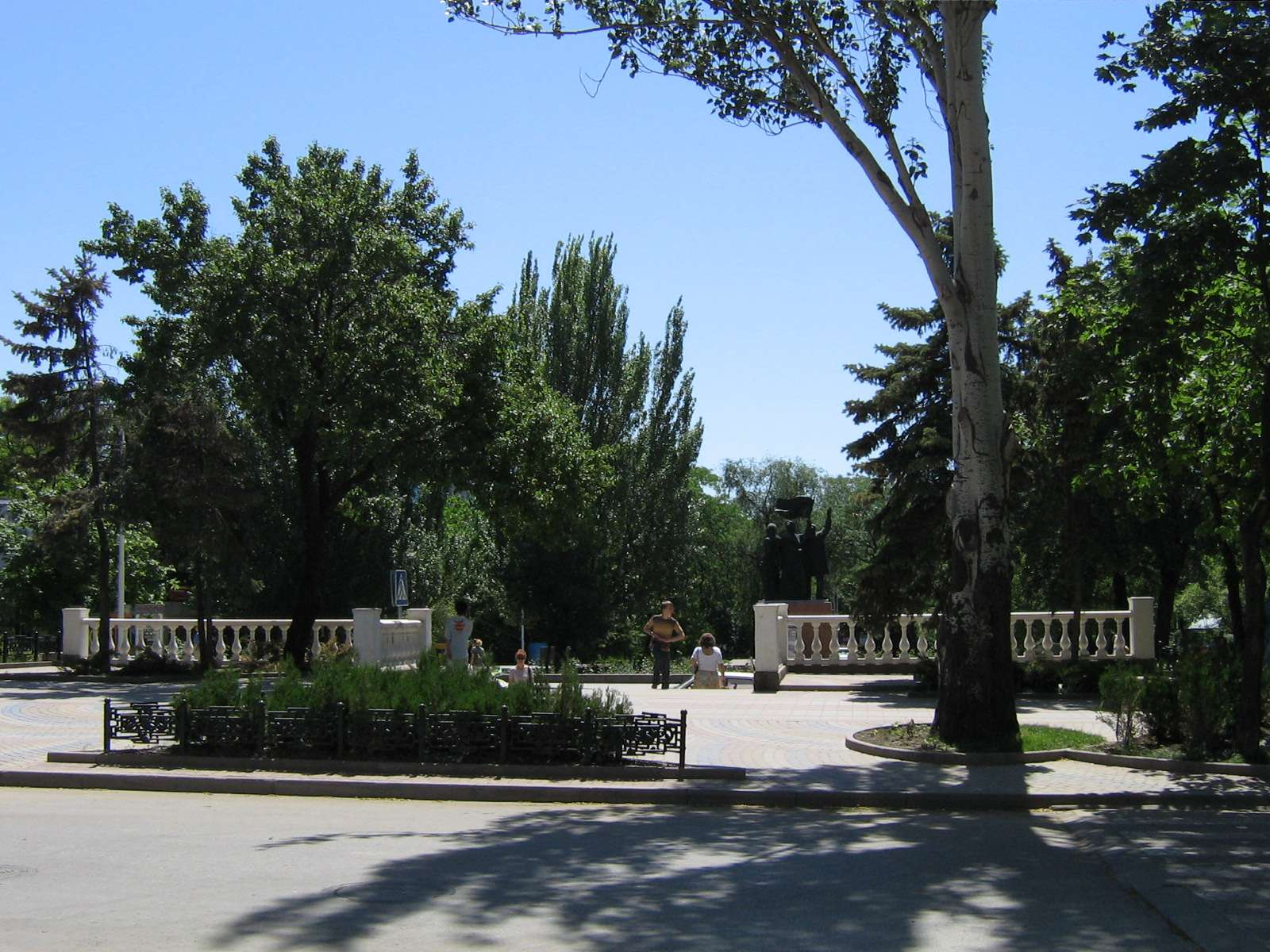
Вид на парк Горького з боку Пушкінської вулиці. У центрі — пам'ятник Великій Жовтневій революції

Пам'ятник роботи скульптора В. П. Дубовика та архітектора Е. О. Полянського був відкритий у 1979 році. На червоному гранітному постаменті заввишки 4,5 м стоять три чоловічі фігури — солдат, робочий та моряк. Селянин тримає прапор, а моряк з поставленою на приклад гвинтівкою. За задумом авторів, загальний вигляд пам'ятника символізує міцність і непохитність перемоги революції. Скульптурна композиція знаходиться на місці, де 26 жовтня 1917 року відбувся мітинг на підтримку встановлення радянської влади у Ростові-на-Дону, про що свідчить напис на меморіальній дошці на лицьовій частині постаменту:
|  | На цьому місці 26 жовтня 1917 року відбувся багатолюдний мітинг на підтримку перемоги соціалістичної революції в Петрограді і встановлення Радянської влади у Ростові-на-Дону. Оригінальний текст (рос.) На этом месте 26 октября 1917 г. состоялся многолюдный митинг в поддержку победы социалистической революции в Петрограде и установления Советской власти в Ростове-на-Дону. |